# Rhaphidophora stenophylla
Rhaphidophora stenophylla är en kallaväxtart som beskrevs av Kurt Krause. Rhaphidophora stenophylla ingår i släktet Rhaphidophora och familjen kallaväxter. Inga underarter finns listade.